# Findley Lake (Nueva York)
Findley Lake es una localidad ubicada en el condado de Chautauqua, estado de Nueva York, Estados Unidos. Forma parte del municipio de Mina.

## Geografía
La localidad está ubicada en las coordenadas 42°7′9″N 79°43′57″O / 42.11917, -79.73250.